# スターゼン
スターゼン株式会社は、東京都港区に本社を置く食肉専門の商社である。
食肉の生産・加工・販売および食肉の輸入・販売のほか、ハム・ソーセージなど食肉加工品の製造・販売も行っている。

## 沿革
- 1948年（昭和23年）6月 - 全国畜産協同組合を母体に、全国畜産株式会社として設立。
- 1955年（昭和30年）10月 - オーストラリアから初の冷凍牛肉の試験輸入を行う。
- 1962年（昭和37年）11月 - 東証二部上場。
- 1970年（昭和45年）6月 - 株式会社ゼンチクに社名変更。
- 1972年（昭和47年）4月 - 日本マクドナルドと取引契約、千葉工場を開設しハンバーガーパティの製造開始。
- 1977年（昭和52年）9月 - 東証一部上場。
- 1998年（平成10年）5月 - 子会社の株式会社石狩ゼンチクを存続会社とし、株式会社阿久根ゼンチク、株式会社三戸ゼンチクを吸収合併。同時に株式会社スターゼンミートグループ（現・スターゼンミートプロセッサー）に商号を変更。
- 1999年（平成11年）4月 - 社名をスターゼン株式会社に商号を変更。
- 2005年（平成17年）
  - 6月 - ローマイヤ株式会社の第三者割当増資を引き受け、子会社化。
  - 10月 - 栃木スターゼン株式会社の営業権をローマイヤに譲渡。
- 2008年（平成20年）10月 - 国内食肉卸売事業を分社化し、事業持株会社となる。
- 2010年（平成22年）
  - 7月 - キング食品株式会社の全株式を取得し、完全子会社化。
  - 10月 - プライフーズ株式会社の第三者割当増資を引き受け、持分法適用関連会社化。
- 2012年（平成24年）8月 - 株式交換によりローマイヤを完全子会社化、本社移転。
- 2013年（平成25年）4月 - 子会社のスターゼン東日本販売株式会社、スターゼン北日本販売株式会社、スターゼン西日本販売株式会社、スターゼン南日本販売株式会社の4社を合併し、スターゼン販売株式会社を設立。
- 2014年（平成26年）3月 - 株式会社東京部分肉センター（現・スターゼンロジスティクス）を完全子会社化。
- 2016年（平成28年）5月 - 三井物産と資本業務提携。同社がその他の関係会社となる[1]。

## 関連会社
特記した事業者を除き、全て株式会社である。
連結子会社
- スターゼン販売
- スターゼンミートプロセッサー
- スターゼンインターナショナル
- ゼンチク販売
- ローマイヤ
- 丸全
- キング食品
- スターゼンサービス
- 有限会社ゼンチクサービス
- スターゼンロジスティクス
- スターゼンITソリューションズ
- 有限会社ミート・サービス
- 青木食品
- 青木食品販売
- 三戸食肉センター
- 小美玉ファーム
- 有限会社ホクサツえびのファーム
- 道央食肉センター
- ゼンチクオーストラリア PTY. LTD
- スターゼンアメリカ, INC.

持分法適用関連会社
- 美保野ポーク
- ゼンミ食品
- 南部ファーム
- 阿久根食肉流通センター
- オレンジベイフーズ
- プライフーズ